# Vildfåglar
Vildfåglar è un film del 1955 diretto da Alf Sjöberg.